# Kevin Kouassivi-Benissan
Kevin Kouassivi-Benissan (Tornio, 25 gennaio 1999) è un calciatore finlandese, centrocampista dell'HJK.

## Carriera

### Club
Cresciuto nel settore giovanile dell'HJK, debutta in prima squadra il 14 luglio 2018 in occasione dell'incontro di Veikkausliiga vinto 2-1 contro il TPS.

### Nazionale
Ha giocato nella nazionale finlandese Under-21.
Il 30 agosto 2023 viene convocato per la prima volta in nazionale maggiore.

## Statistiche
Statistiche aggiornate al 25 novembre 2021.

### Presenze e reti nei club
| Stagione        | Squadra         | Campionato      | Campionato | Campionato | Coppe nazionali | Coppe nazionali | Coppe nazionali | Coppe continentali | Coppe continentali | Coppe continentali | Altre coppe | Altre coppe | Altre coppe | Totale | Totale | Totale |
| Stagione        | Squadra         | Comp            | Pres       | Reti       | Comp            | Pres            | Reti            | Comp               | Pres               | Reti               | Comp        | Pres        | Reti        | Pres   | Reti   |        |
| --------------- | --------------- | --------------- | ---------- | ---------- | --------------- | --------------- | --------------- | ------------------ | ------------------ | ------------------ | ----------- | ----------- | ----------- | ------ | ------ | ------ |
| 2016            | Klubi 04        | K               | 1          | 0          |                 | -               | -               |                    | -                  | -                  |             | -           | -           | 1      | 0      |        |
| 2017            | Klubi 04        | K               | 21         | 3          |                 | -               | -               |                    | -                  | -                  |             | -           | -           | 21     | 3      |        |
| 2018            | Klubi 04        | K               | 23         | 7          | CF              | 4               | 0               |                    | -                  | -                  |             | -           | -           | 27     | 7      |        |
| 2019            | Klubi 04        | K               | 2          | 1          |                 | -               | -               |                    | -                  | -                  |             | -           | -           | 2      | 1      |        |
| 2018            | HJK             | VL              | 2          | 0          | CF              | 0               | 0               | UCL+UEL            | 0                  | 0                  |             | -           | -           | 2      | 0      |        |
| 2019            | HJK             | VL              | 8          | 0          | CF              | 5               | 0               | UCL                | 2                  | 0                  |             | -           | -           | 13     | 0      |        |
| 2019            | RoPS            | VL              | 8          | 1          | CF              | 0               | 0               |                    | -                  | -                  |             | -           | -           | 8      | 1      |        |
| 2020            | Inter Turku     | VL              | 19         | 1          | CF              | 6               | 0               | UEL                | 1                  | 0                  |             | -           | -           | 25     | 1      |        |
| 2021            | Klubi 04        | Y               | 2          | 0          |                 | -               | -               |                    | -                  | -                  |             | -           | -           | 2      | 0      |        |
| 2021            | HJK             | VL              | 6          | 0          | CF              | 1               | 0               | UCL+UEL+UECL       | 0+1+3              | 0                  |             | -           | -           | 11     | 0      |        |
| Totale carriera | Totale carriera | Totale carriera | 92         | 13         |                 | 16              | 0               |                    | 7                  | 0                  |             | -           | -           | 115    | 13     |        |

## Palmarès

### Club

#### Competizioni nazionali
- Campionato finlandese: 2

HJK: 2018, 2023
- Coppa di Lega finlandese: 1

HJK: 2023